# La brigada quimera
La brigada quimera, conocida en francés como La Brigade chimérique, es una serie de cómics francesa creada por los guionistas Serge Lehman y Fabrice Colin, el ilustrador Gess y la colorista Céline Bessonneau. La serie de seis volúmenes se publicó entre agosto de 2009 y octubre de 2010 por la editorial L'Atalante.
La historia se desarrolla en Europa poco antes de la Segunda Guerra Mundial, donde los superhumanos (conocidos también como Übermensch) surgidos de los campos de batalla de la Primera Guerra Mundial prosperan entre gases y rayos X. Convocados por el Doctor Mabuse en el corazón de los Alpes austriacos, estos superhumanos observan impotentes cómo el Doctor planea dominar el continente. En Francia, el Nictálope abandona la política internacional a partir de la desaparición de Marie Curie y, conscientes del peligro alemán, el matrimonio Joliot-Curie recurre a Jean Séverac. Este hombre, que trabajó con Marie Curie en el Instituto del Radio, podría ser la clave para dirigir la resistencia contra el Doctor Mabuse y sus aliados: Gog en Italia, la Falange en España y los inquietantes Nosotros en el Este.
Al revisitar el ascenso del nazismo, el cómic pretende explicar la desaparición de los superhéroes en Europa a través de una alegoría fantástica y el hecho de que su propia existencia quedara borrada del imaginario colectivo tras la guerra. Los autores rinden homenaje a la ciencia ficción europea (también llamada anticipación) del periodo de entreguerras al referenciar obras literarias que han caído en el olvido y al establecer un vínculo causal entre el fin de los superhombres europeos y la aparición de los superhéroes estadounidenses.
Ganadora del premio Grand prix de l'Imaginaire en 2011 en la categoría de «BD - Cómics», el universo de la serie ha sido extendido por medio de su adaptación a un juego de rol y de la creación de una serie de cómics ambientados en los años anteriores a los acontecimientos narrados por la historieta principal L'Homme Truqué y L'Œil de la Nuit (El hombre modificado y El ojo de la noche) y secuelas como Masqué y La Brigade chimérique - Ultime Renaissance (Enmascarado y La brigada quimera - Renacimiento definitivo).

### Series derivadas

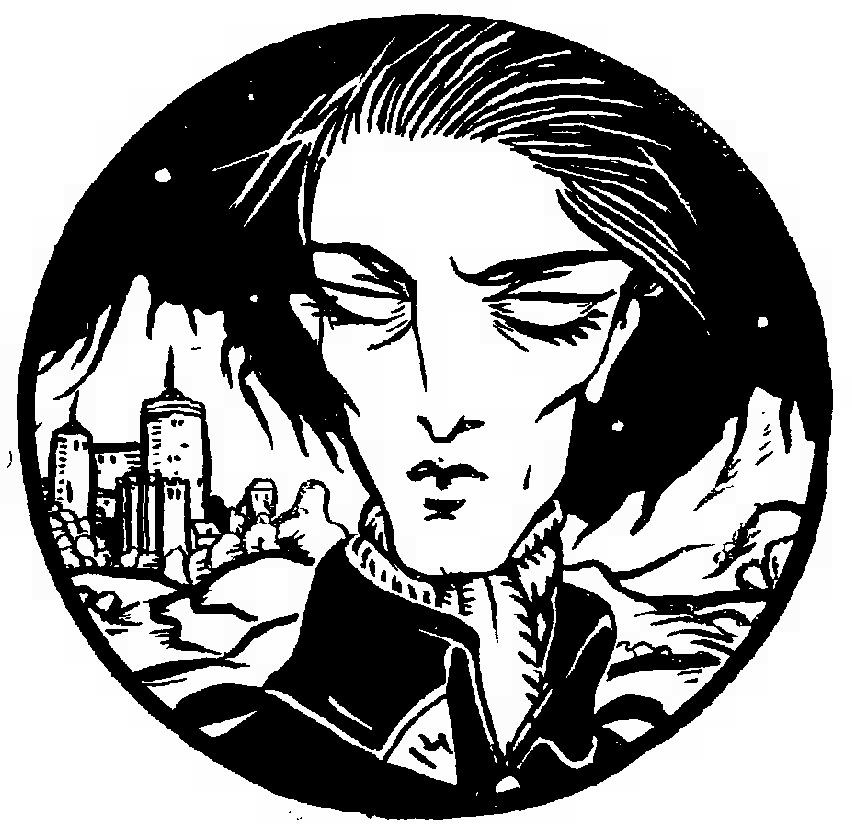
Jean Lebris, el héroe de L'Homme Truque (El hombre modificado) de Maurice Renard, vive aventuras insólitas en la tira cómica del mismo nombre. Ilustración de Rzewuski publicada en la revista Je sais tout (Yo sé todo) en 1921.

## Origen de la obra

### El comienzo

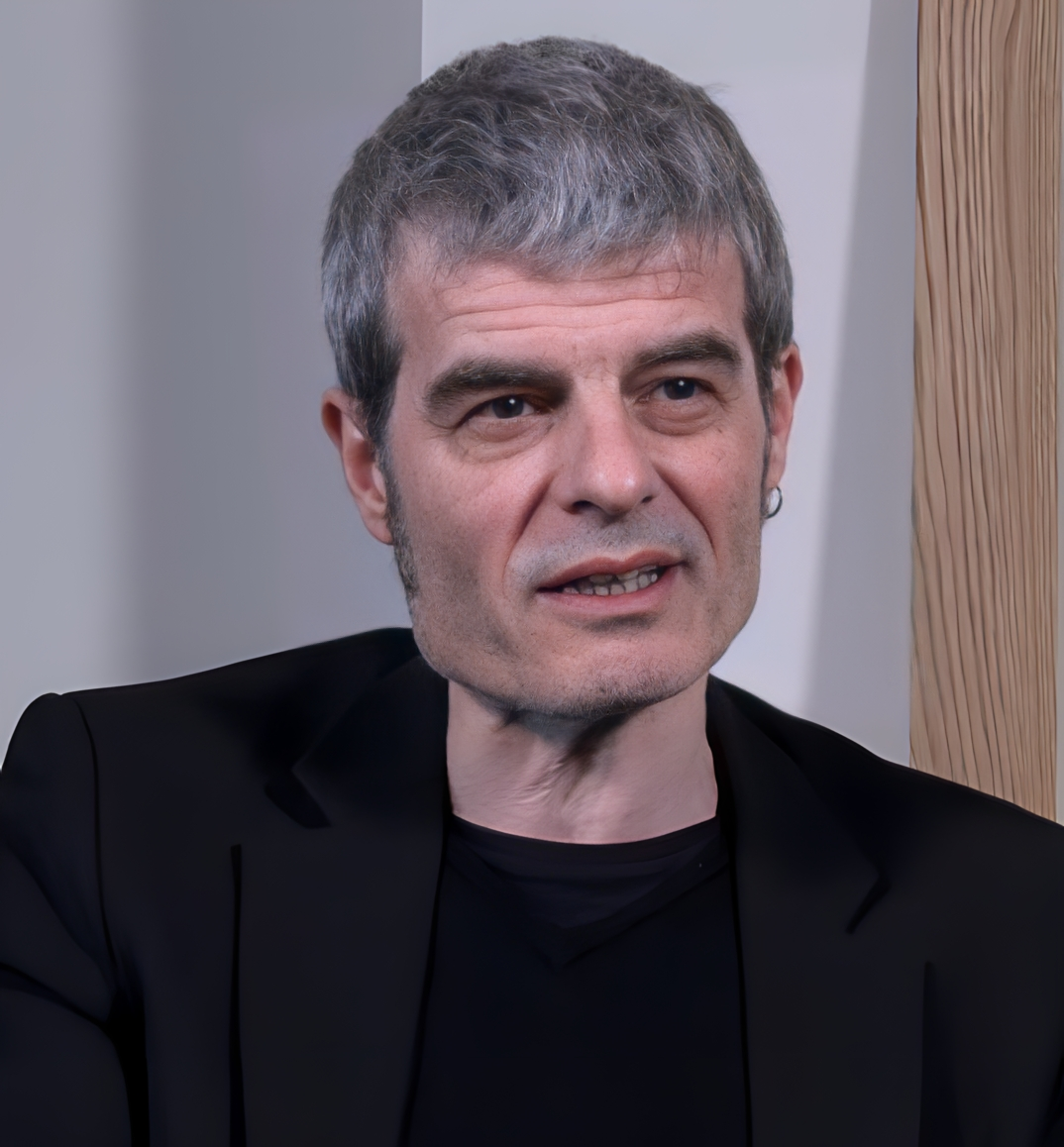
Escritor de ciencia ficción Serge Lehman.

La serie surge de la observación del escritor de ciencia ficción Serge Lehman sobre una falsa concepción: la ciencia ficción se percibe como un género esencialmente americano, a pesar de que existió y floreció a finales del siglo XIX y XX en Europa, particularmente en Francia. Sin embargo, la ciencia ficción europea desapareció por completo del imaginario colectivo tras la Segunda Guerra Mundial.
A partir de esto, el guionista elaboró el proyecto de una ucronía o historia alternativa situada en la ciudad de Metrópolis, en la que los personajes son los superhombres franceses de los años 1920 y 1930, con el fin de documentar su desaparición del imaginario colectivo.

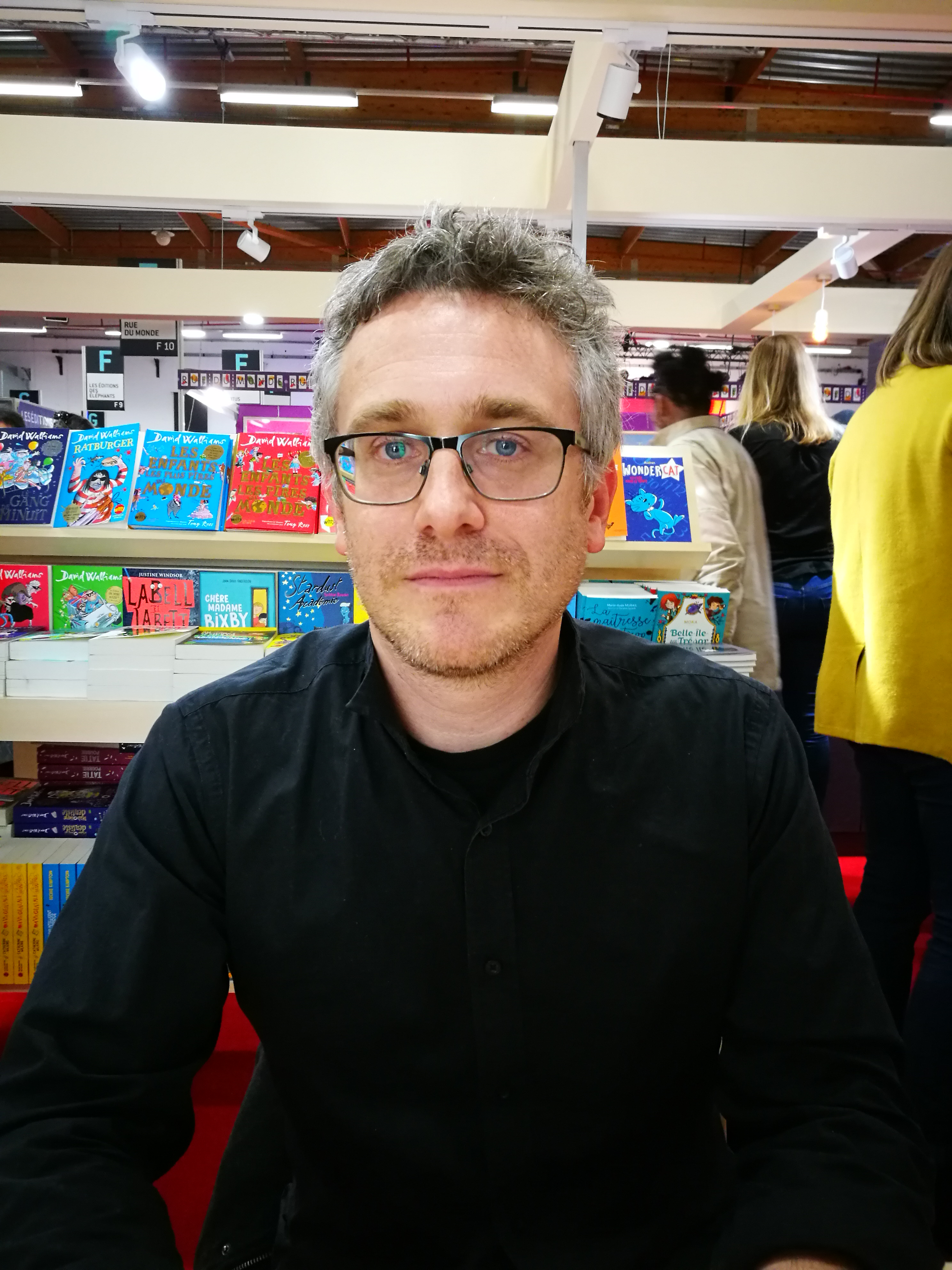
En 2005, el novelista Fabrice Colin se asoció con Serge Lehman para ayudarlo a llevar a cabo su proyecto.

El proyecto se retomó en 2005, cuando formó parte del lanzamiento de la colección de cómics Flambant Neuf, publicada por la editorial L'Atalante. Lehman le comentó a la editorial que quería contar la historia de la desaparición de los superhéroes europeos a través de una serie de cómics. La editorial se puso en contacto con Gess para que realizara los dibujos y también contó con la ayuda del novelista Fabrice Colin para escribir el guion y de la colorista Céline Bessonneau. Todo las personas involucradas aparecen en la portada del cómic con sus créditos correspondientes, sin distinciones de ningún tipo.

A diferencia de Estados Unidos, donde el género sigue siendo prolífico y es capaz de renovarse constantemente, las historias de superhombres desaparecieron en el territorio francés, eclipsando a toda la ciencia ficción del periodo de entreguerras. Para explicar esta desaparición, La brigada quimera redime al género literario a través de sus personajes ficticios más célebres de principios del siglo XX y de personajes históricos reales de círculos científicos y literarios.

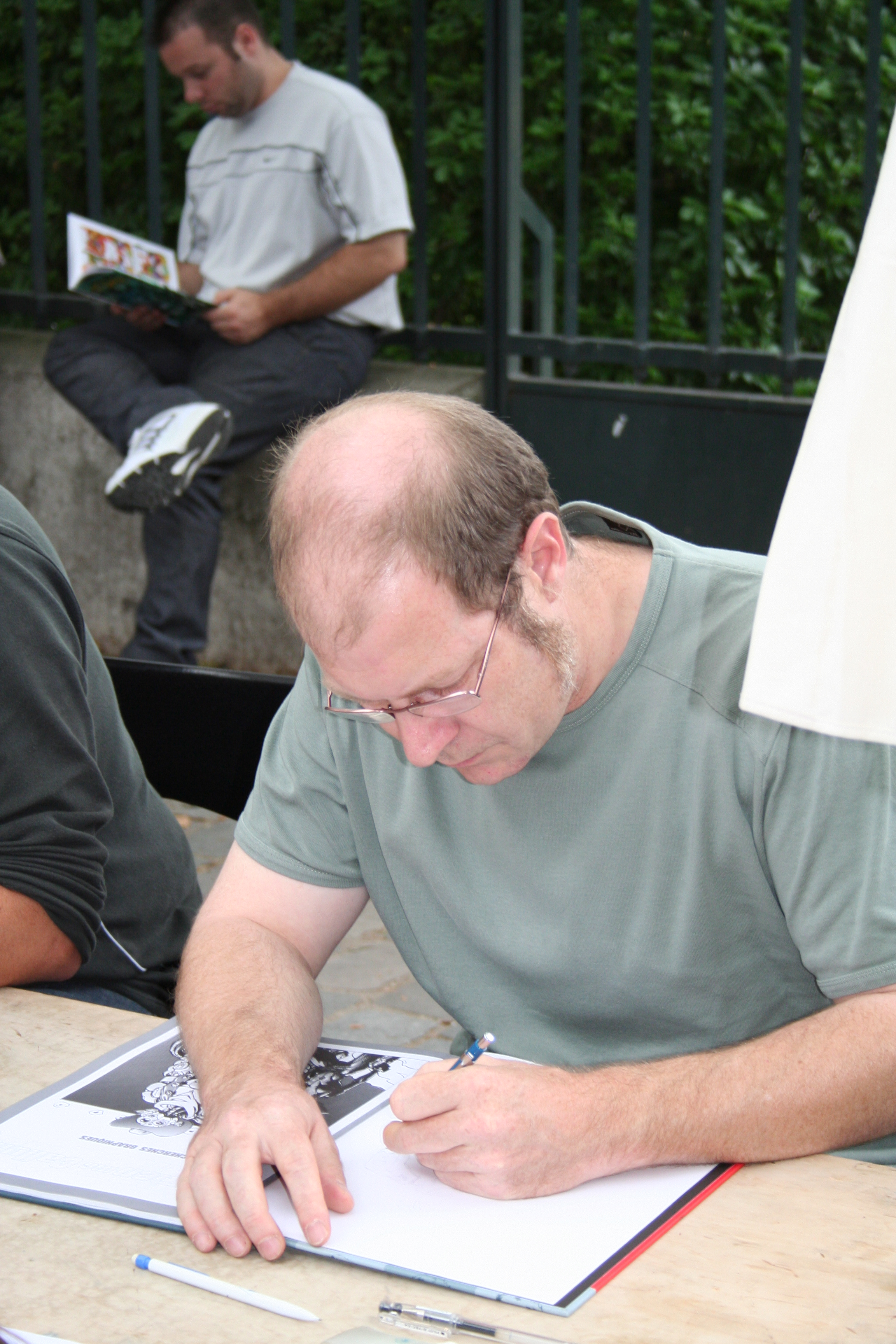
La editorial L'Atalante encargó el diseño gráfico al ilustrador Gess.

La brigada quimera también mostró su intención de difundir el género y volverlo accesible a los lectores, con el fin de que más autores franceses crearan historias de superhéroes.
El nombre de la serie es un homenaje a las Brigadas del Tigre —la policía francesa de principios del siglo XX popularizada por la serie de televisión del mismo nombre—, a las Brigadas Internacionales y al uso de la palabra «chimère» (quimera) empleada habitualmente por los escritores del periodo antes de la guerra.
Para recuperar el espíritu de los folletines (obras que se publicaban como anexos adheridos a la página en la parte inferior de los periódicos.) y los cómics de antes de la guerra, Lehman quiso inicialmente publicar la serie en los quioscos de forma mensual. Sin embargo, por razones comerciales, el editor lo convenció para que adoptara una fórmula intermedia: seis álbumes de tapa dura con dos episodios cada uno publicados a lo largo de un año.

### Antecedentes
Desde principios del siglo XXI, el cómic forma parte del redescubrimiento del patrimonio literario francófono olvidado que abarca tanto el género maravilloso científico como el folletín.
Serge Lehman participó en este resurgimiento con su artículo Les mondes perdus de l'anticipation française (Los mundos perdidos de la ciencia ficción francesa), publicado en la revista Le Monde diplomatique en 1999, donde lamentó la invisibilización de la ciencia ficción francesa de principios del siglo xx. Más tarde, en su libro Les Chasseurs de chimères (Cazadores de quimeras), publicado en 2006, reunió un gran número de textos de la época y reflexionó sobre el género.
Por otra parte, hubo otros autores franceses que también buscaron apoyar la reapropiación del patrimonio literario francófono y por ello se interesaron en ciertas figuras de la literatura popular de finales del siglo XIX y principios del XX; sobre todo porque las historias de muchos personajes pasaron a ser de dominio público. Por ejemplo, Jean-Marc Lofficier, editor y fundador de la editorial Rivière Blanche, buscó hacer tanto un homenaje como una nueva interpretación de muchos personajes famosos u olvidados de la literatura popular en las antologías de cuentos Les Compagnons de l'Ombre (Los amigos de la sombra).
Además de la literatura, el cómic también ha sido un medio muy dinámico para el reconocimiento del género de lo maravilloso científico. De hecho, desde principios del siglo XXI, la popularidad de los superhéroes ha ido en aumento con historias cada vez más complejas, como el cómic Los centinelas de Xavier Dorison y Enrique Breccia publicado tres meses antes que La brigada quimera. Este cómic, ambientado en la Primera Guerra Mundial, narra la historia de Taillefer, un cíborg alimentado con radio quien es parte de una división especial de supersoldados mejorados mecánicamente del ejército francés.
Cuando el primer volumen de La brigada quimera salió a la venta en 2009, a menudo era comparado con el cómic del autor británico Alan Moore, The League of Extraordinary Gentlemen (1999), donde recreaba un mundo en el que convivían numerosos personajes de ficción de finales del siglo XIX y principios del XX. De hecho, para evitar ser acusado de plagio, se dice que Lehman retrasó la escritura de La brigada quimera. No obstante, más allá del concepto de reutilización de personajes de la literatura, las dos obras difieren en cuanto a sus objetivos narrativos. Mientras que Alan Moore presentó a personajes de la literatura siendo presas de amenazas puramente ficticias, Serge Lehman los utilizó en una visión teleológica (rama de la filosofía que estudia los fines o propósitos de los individuos u objetos) con el fin de explicar su desaparición de la memoria colectiva. Para lograrlo, reinterpretó personajes literarios e históricos con el fin de contar una historia original sobre la desaparición de los superhéroes europeos.

### Fuentes de inspiración

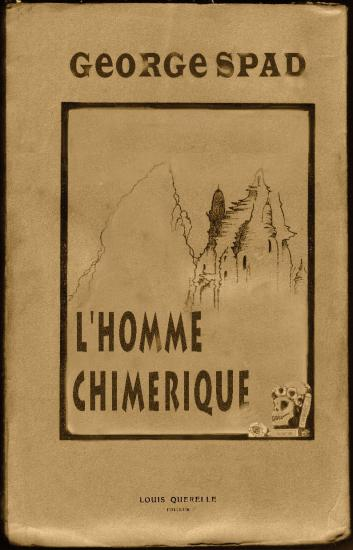
L'Homme chimérique, publicado por George Spad en 1919, era en realidad un engaño literario.

#### Una «metaforización» de la historia

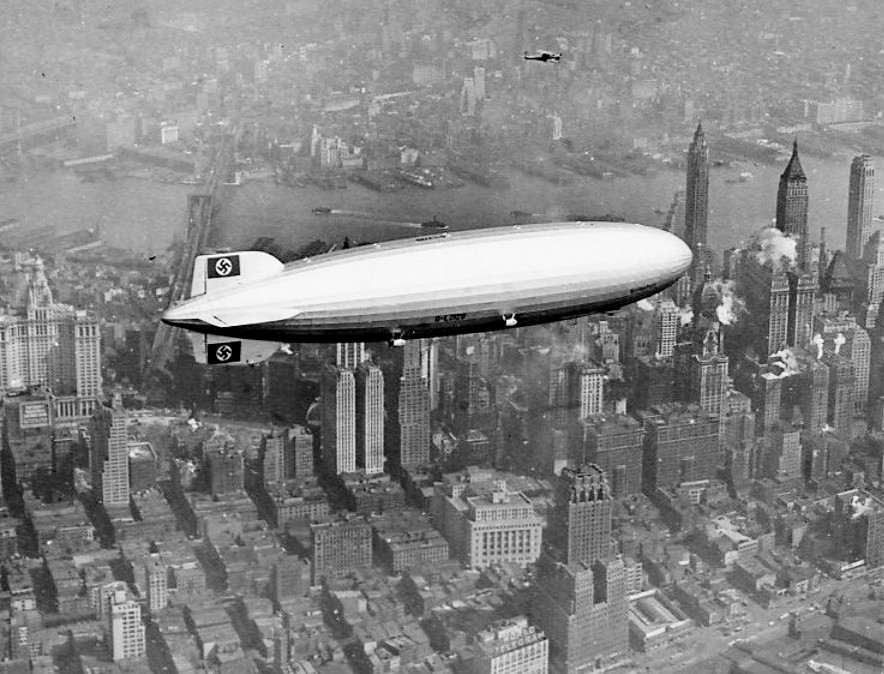
Un dirigible que exhibe la esvástica, como los que aparecen en gran número sobre la ciudad de Metrópolis. Este es el Hindenburg sobre Nueva York en 1937.

#### Contexto geopolítico

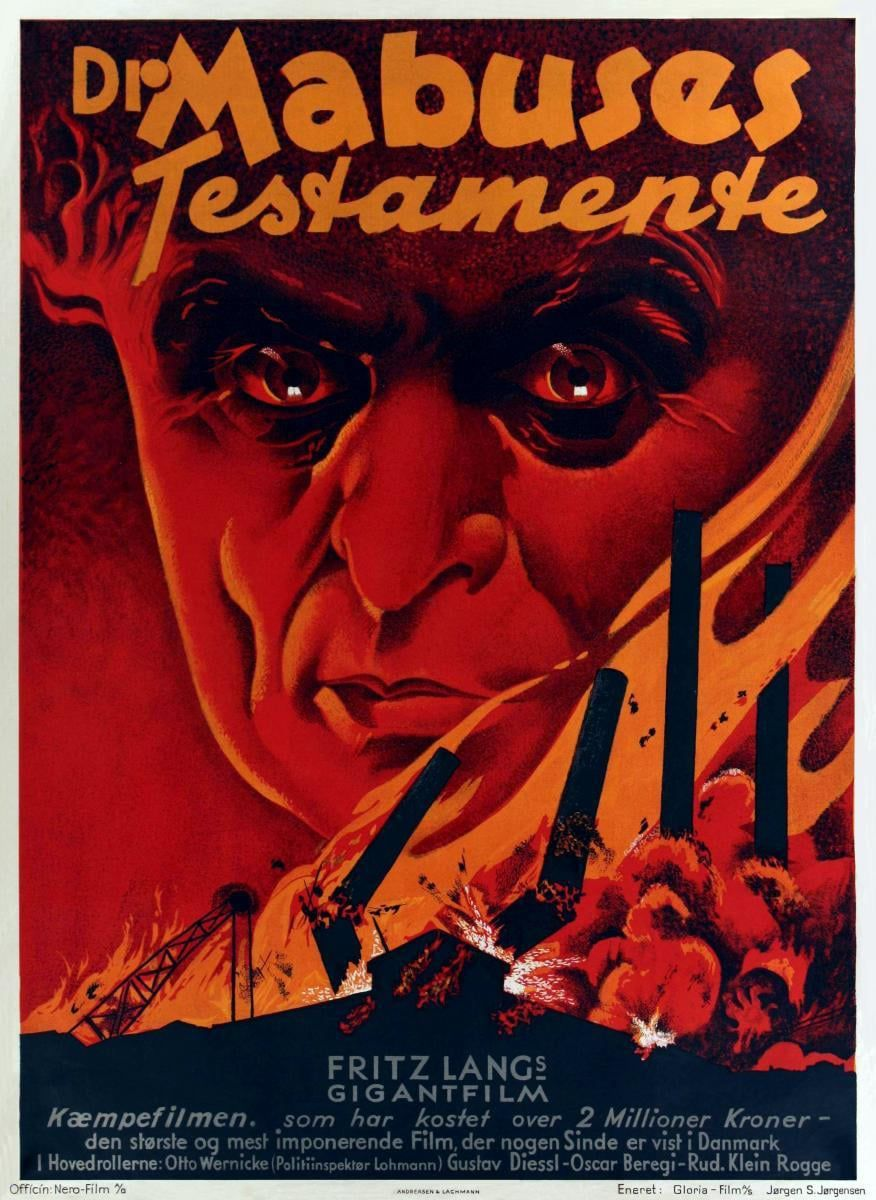
Gess se inspiró en los rasgos del actor Rudolf Klein-Rogge para representar al Doctor Mabuse. Cartel de la película El Testamento del Dr. Mabuse (1933).

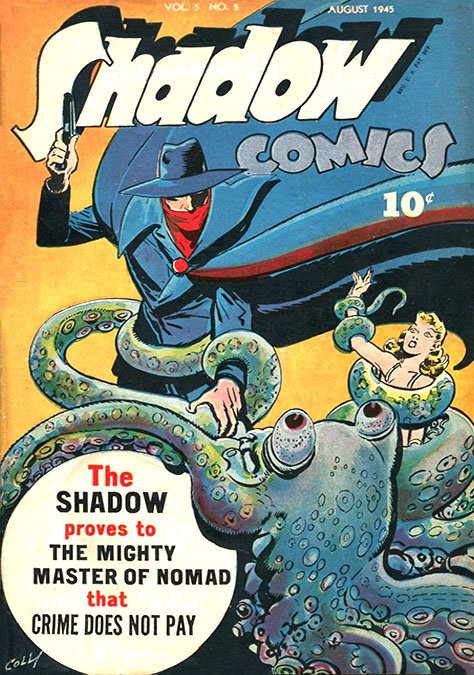
L’Ombre (La Sombra) forma parte de la delegación estadounidense convocada a Metrópolis por el Doctor Mabuse. Portada de Shadow Comics, agosto de 1945.

#### Contexto súper heroico

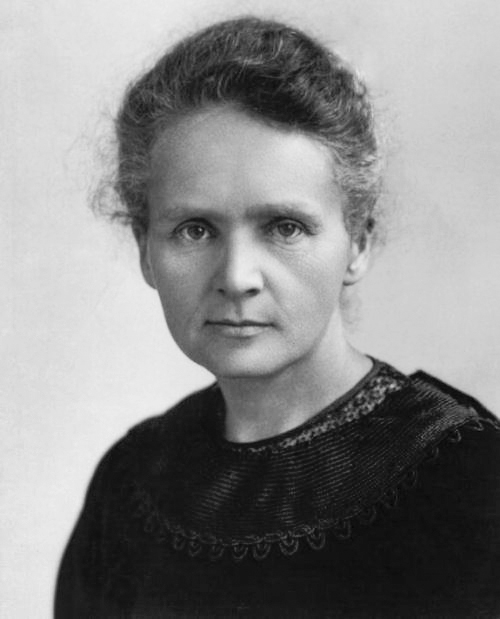
La figura de Marie Curie está presente a lo largo de toda la serie, donde su legado es asumido tanto por su hija Irène como por el Nictálope.

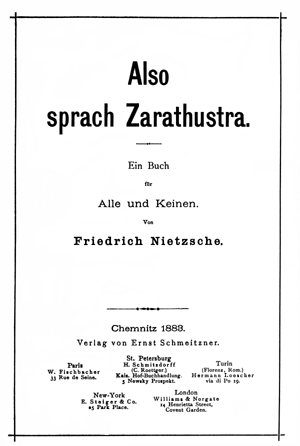
Portada de Así habló Zaratustra, de Nietzsche (edición de 1883), cuyo tema sobre el superhombre retomó a lo largo de la historieta.

### Las quimeras

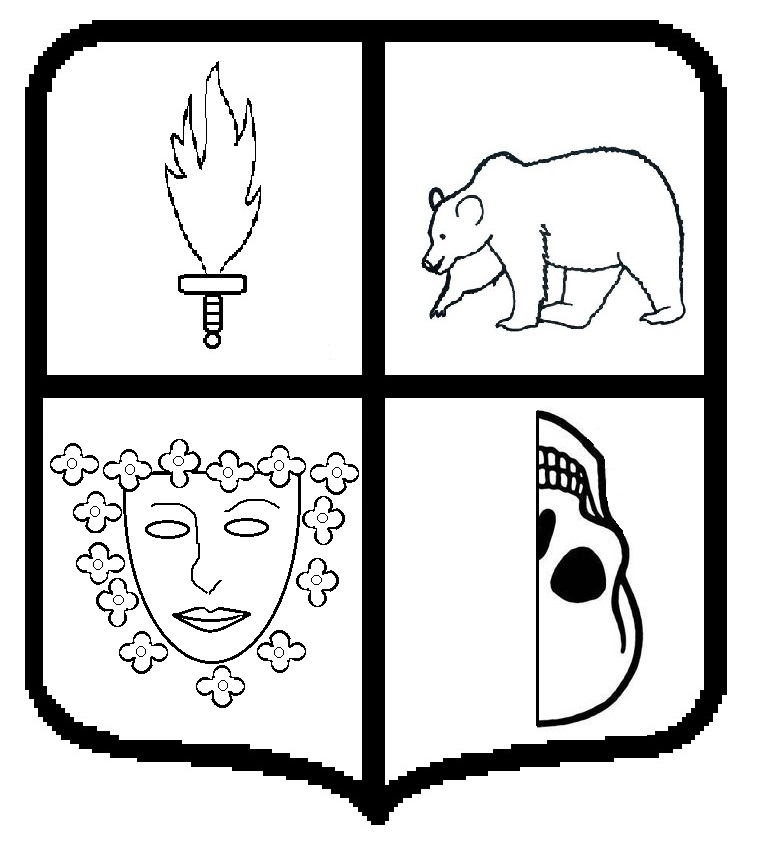
En el anillo de Jean Séverac, que lleva el escudo de armas de su familia, la secuencia “Jean Brun de Séverac” está representada simbólica o fonéticamente: la espada del Soldado Desconocido representa a la Orden Hospitalaria de San Juan, a la que perteneció su antepasado Bruno. Brun es un nombre que se daba con frecuencia a los osos en la época medieval; Matricia encarna a SEVE; y, por último, el Doctor Sérum se representa mediante la palabra RAC, gracias a un juego de palabras medieval que se forma con la palabra invertida en francés cráneo (cràne).

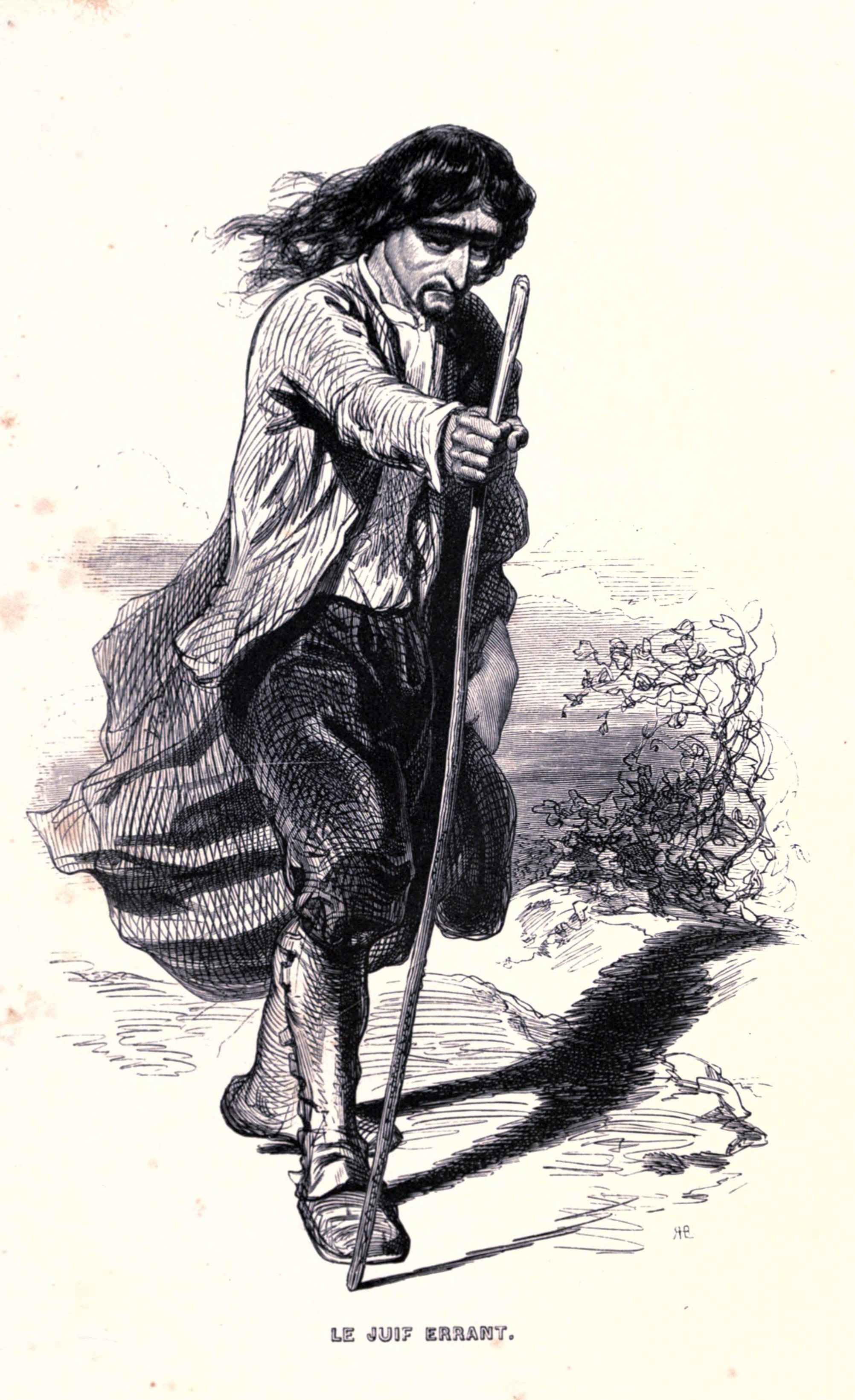
Ashavérus, el judío errante, encarnación de la figura moral de la que renuncia la Pandilla M al repudiarlo. Ilustración de Paul Gavarni para la novela homónima de Eugène Sue.

### Los otros personajes principales

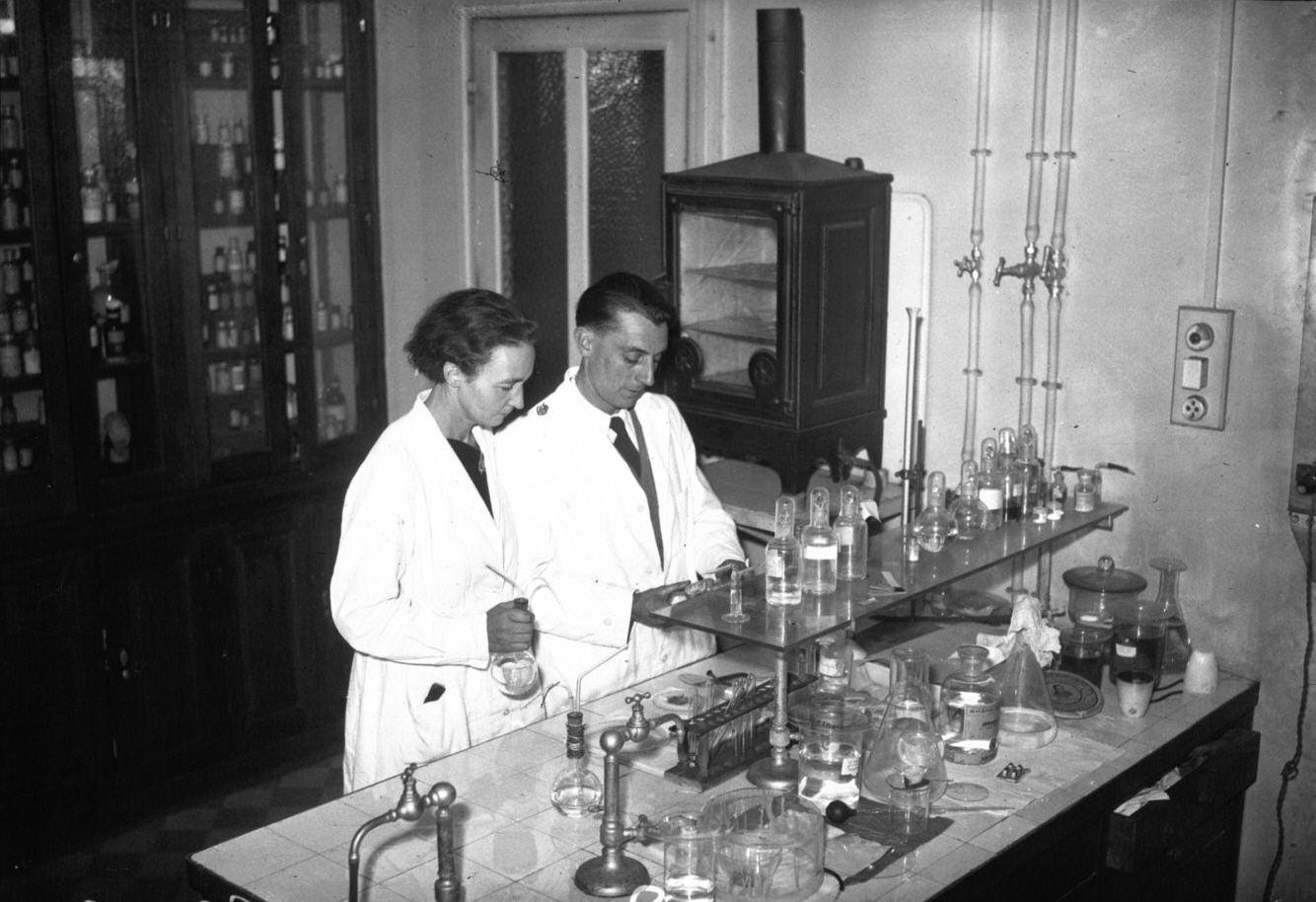
Irène y Frédéric Joliot-Curie dirigieron conjuntamente el Instituto del Radio, donde estudiaron a los superhombres.

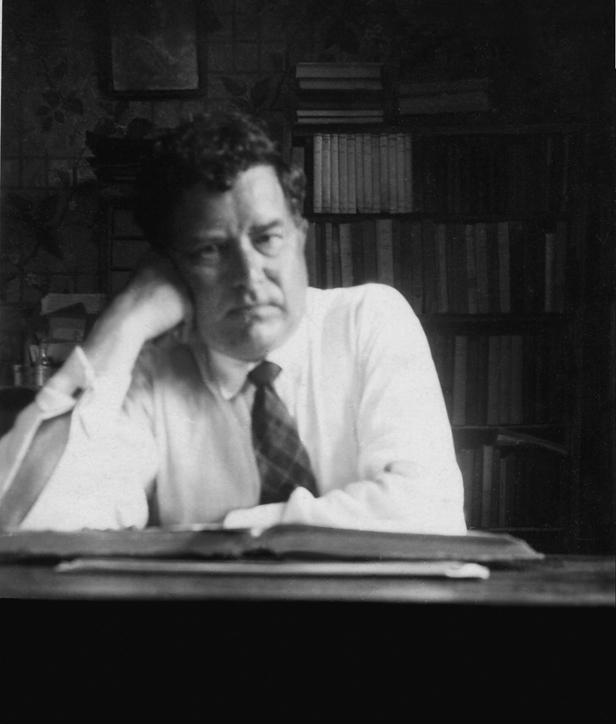
Régis Messac es presidente del Club de l’Hypermonde, que reúne a algunos de los más grandes autores franceses de la literatura fantástica del periodo de entreguerras.